# Mauro Milanese
Mauro Milanese (Trieste, 17 settembre 1971) è un dirigente sportivo, allenatore di calcio ed ex calciatore italiano, di ruolo difensore.

## Carriera

### Giocatore
Cresciuto nella Triestina, ha esordito in Serie A il 16 ottobre 1994 nella partita Cagliari-Cremonese terminata con il punteggio di 1-0.
Nella sua carriera ha vestito, tra le altre, le maglie di Torino (che lo acquista per 4,8 miliardi di lire), Napoli, Inter, Parma (prelevato per 3,5 miliardi), Ancona e Perugia.

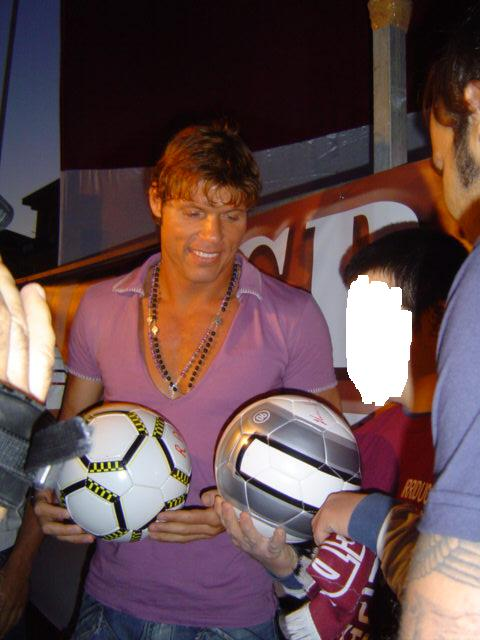
Milanese nel 2008 a un incontro con i tifosi della Salernitana

Nell'estate 2006, in seguito anche al fallimento della squadra umbra, va a giocare oltremanica, nelle file del QPR nella serie B inglese.
Nell'estate 2007 va alla Salernitana nella Serie C1 italiana, dove da titolare con Andrea Agostinelli e con Fabio Brini in panchina vince il campionato che riporta la squadra campana in Serie B.
Il 21 agosto 2008, essendogli scaduto il contratto con la Salernitana, ne firma uno nuovo con il Varese, con cui vince il campionato di Seconda divisione, mettendo a segno 2 reti in 29 presenze.

### Allenatore e dirigente
Al termine del campionato abbandona il calcio giocato per diventare procuratore. Ritorna al Varese il 17 giugno 2011, come direttore sportivo al posto di Sean Sogliano; il 15 marzo 2014 viene sollevato dall'incarico. Nel novembre del 2012 conseguiva la qualifica da direttore sportivo a Coverciano.
L'11 luglio 2014 è stato nominato direttore sportivo del Leyton Orient, ricoprendo anche il ruolo d'allenatore dal successivo 27 ottobre all'8 dicembre.
Il 26 gennaio 2015 lascia l'incarico di direttore sportivo del Leyton Orient.
Nel febbraio 2016 versa la cauzione di 100 000 euro per proseguire la gestione provvisoria della Triestina e il 12 aprile il Tribunale fallimentare di Trieste accetta l'offerta della cordata, con investitori australiani, che lui rappresenta che acquisisce così la società giuliana che partecipa al campionato di serie D e ne diventa l'amministratore unico.
Il 3 novembre 2022 la società Triestina rende nota la risoluzione del contratto del DS Milanese, ponendo fine definitivamente l'era Biasin.

## Statistiche

### Presenze e reti nei club
Statistiche aggiornate al termine della carriera da calciatore. 
| Stagione                   | Squadra                    | Campionato                 | Campionato | Campionato | Coppe nazionali | Coppe nazionali | Coppe nazionali | Coppe continentali | Coppe continentali | Coppe continentali | Altre coppe | Altre coppe | Altre coppe | Totale | Totale | Totale |
| Stagione                   | Squadra                    | Comp                       | Pres       | Reti       | Comp            | Pres            | Reti            | Comp               | Pres               | Reti               | Comp        | Pres        | Reti        | Pres   | Reti   |        |
| -------------------------- | -------------------------- | -------------------------- | ---------- | ---------- | --------------- | --------------- | --------------- | ------------------ | ------------------ | ------------------ | ----------- | ----------- | ----------- | ------ | ------ | ------ |
| 1988-1989                  | Triestina                  | C1                         | 0          | 0          | CI+CI-C         | 1+?             | 0+?             | -                  | -                  | -                  | -           | -           | -           | 1+     | 0+     |        |
| 1989-1990                  | Triestina                  | B                          | 0          | 0          | CI              | 0               | 0               | -                  | -                  | -                  | -           | -           | -           | 0      | 0      |        |
| 1990-1991                  | Monfalcone                 | Int.                       | 33         | 5          | CI-D            | ?               | ?               | -                  | -                  | -                  | -           | -           | -           | 33+    | 5+     |        |
| 1991-1992                  | Massese                    | C1                         | 22         | 2          | CI-C            | ?               | ?               | -                  | -                  | -                  | -           | -           | -           | 22+    | 2+     |        |
| 1992-1993                  | Triestina                  | C1                         | 25         | 2          | CI-C            | ?               | ?               | -                  | -                  | -                  | -           | -           | -           | 25+    | 2+     |        |
| 1993-1994                  | Triestina                  | C1                         | 25         | 1          | CI+CI-C         | 2+?             | 0+?             | -                  | -                  | -                  | -           | -           | -           | 27+    | 1+     |        |
| Totale Triestina           | Totale Triestina           | Totale Triestina           | 50         | 3          |                 | 3+              | 0+              |                    | -                  | -                  |             | -           | -           | 53+    | 3+     |        |
| 1994-1995                  | Cremonese                  | A                          | 27         | 3          | CI              | 2               | 0               | -                  | -                  | -                  | -           | -           | -           | 29     | 3      |        |
| 1995-1996                  | Torino                     | A                          | 31         | 0          | CI              | 1               | 0               | -                  | -                  | -                  | -           | -           | -           | 32     | 0      |        |
| 1996-1997                  | Napoli                     | A                          | 29         | 1          | CI              | 7               | 0               | -                  | -                  | -                  | -           | -           | -           | 36     | 1      |        |
| ago.-dic. 1997             | Parma                      | A                          | 6          | 0          | CI              | 4               | 1               | UCL                | 4                  | 0                  | -           | -           | -           | 14     | 1      |        |
| gen.-giu. 1998             | Inter                      | A                          | 9          | 1          | CI              | 0               | 0               | CU                 | 0                  | 0                  | -           | -           | -           | 9      | 1      |        |
| 1998-1999                  | Inter                      | A                          | 7+1        | 0          | CI              | 4               | 0               | UCL                | 3                  | 0                  | -           | -           | -           | 15     | 0      |        |
| Totale Inter               | Totale Inter               | Totale Inter               | 16+1       | 1          |                 | 4               | 0               |                    | 3                  | 0                  |             | -           | -           | 24     | 1      |        |
| 1999-2000                  | Perugia                    | A                          | 25         | 0          | CI              | 3               | 1               | CInt               | 3                  | 0                  | -           | -           | -           | 31     | 1      |        |
| 2000-2001                  | Perugia                    | A                          | 4          | 0          | CI              | 2               | 0               | CInt               | 2                  | 0                  | -           | -           | -           | 8      | 0      |        |
| 2001-2002                  | Perugia                    | A                          | 30         | 1          | CI              | 2               | 0               | -                  | -                  | -                  | -           | -           | -           | 32     | 1      |        |
| 2002-2003                  | Perugia                    | A                          | 31         | 1          | CI              | 4               | 0               | CInt               | 2                  | 0                  | -           | -           | -           | 37     | 1      |        |
| 2003-2004                  | Ancona                     | A                          | 27         | 1          | CI              | 1               | 0               | -                  | -                  | -                  | -           | -           | -           | 28     | 1      |        |
| 2004-2005                  | Perugia                    | B                          | 39+3       | 4+0        | CI              | 0               | 0               | -                  | -                  | -                  | -           | -           | -           | 42     | 4      |        |
| Totale Perugia             | Totale Perugia             | Totale Perugia             | 129+3      | 6          |                 | 11              | 1               |                    | 7                  | 0                  |             | -           | -           | 150    | 7      |        |
| 2005-2006                  | QPR                        | FLC                        | 26         | 0          | FACup+CdL       | 1+1             | 0+0             | -                  | -                  | -                  | -           | -           | -           | 28     | 0      |        |
| 2006-2007                  | QPR                        | FLC                        | 14         | 0          | FACup+CdL       | 1+1             | 0+0             | -                  | -                  | -                  | -           | -           | -           | 16     | 0      |        |
| Totale Queens Park Rangers | Totale Queens Park Rangers | Totale Queens Park Rangers | 40         | 0          |                 | 4               | 0               |                    | -                  | -                  |             | -           | -           | 44     | 0      |        |
| 2007-2008                  | Salernitana                | C1                         | 28         | 2          | CI-C            | 0               | 0               | -                  | -                  | -                  | SI-C        | 2           | 0           | 30     | 2      |        |
| 2008-2009                  | Varese                     | 2D                         | 29         | 2          | CI-LP           | 2               | 2               | -                  | -                  | -                  | -           | -           | -           | 31     | 4      |        |
| Totale carriera            | Totale carriera            | Totale carriera            | 471        | 26         |                 | 39+             | 4+              |                    | 14                 | 0                  |             | 2           | 0           | 526+   | 30+    |        |

### Statistiche da allenatore

#### Club
Statistiche aggiornate al 6 dicembre 2014. In grassetto le competizioni vinte.
| Stagione        | Squadra         | Campionato      | Campionato | Campionato | Campionato | Campionato | Coppe nazionali | Coppe nazionali | Coppe nazionali | Coppe nazionali | Coppe nazionali | Coppe continentali | Coppe continentali | Coppe continentali | Coppe continentali | Coppe continentali | Altre coppe | Altre coppe | Altre coppe | Altre coppe | Altre coppe | Totale | Totale | Totale | Totale | % Vittorie | Piazzamento |
| Stagione        | Squadra         | Comp            | G          | V          | N          | P          | Comp            | G               | V               | N               | P               | Comp               | G                  | V                  | N                  | P                  | Comp        | G           | V           | N           | P           | G      | V      | N      | P      | %          | Piazzamento |
| --------------- | --------------- | --------------- | ---------- | ---------- | ---------- | ---------- | --------------- | --------------- | --------------- | --------------- | --------------- | ------------------ | ------------------ | ------------------ | ------------------ | ------------------ | ----------- | ----------- | ----------- | ----------- | ----------- | ------ | ------ | ------ | ------ | ---------- | ----------- |
| ott.-dic. 2014  | Leyton Orient   | FL1             | 5          | 1          | 1          | 3          | FACup           | 1               | 0               | 0               | 1               | -                  | -                  | -                  | -                  | -                  | FLT         | 2           | 1           | 0           | 1           | 8      | 2      | 1      | 5      | 25,00      | Sub., Eson. |
| Totale carriera | Totale carriera | Totale carriera | 5          | 1          | 1          | 3          |                 | 1               | 0               | 0               | 1               |                    | -                  | -                  | -                  | -                  |             | 2           | 1           | 0           | 1           | 8      | 2      | 1      | 5      | 25,00      |             |

## Palmarès

### Giocatore

#### Competizioni nazionali
- Coppa Italia Serie C: 1

Triestina: 1993-1994
- Campionato italiano Serie C1: 1

Salernitana: 2007-2008 (Girone B)
- Lega Pro Seconda Divisione: 1

Varese: 2008-2009 (Girone A)

#### Competizioni continentali
- Coppa UEFA: 1

Inter: 1997-1998